# Coleosanthus wislizenii
Coleosanthus wislizenii là một loài thực vật có hoa trong họ Cúc. Loài này được (A. Gray) Kuntze mô tả khoa học đầu tiên năm 1891.